# 椎原拓也
椎原 拓也（しいはら たくや、1980年7月9日 - ）は、鹿児島県鹿児島市出身の元プロサッカー選手、サッカー指導者。現役時代のポジションはMF。

## 来歴
高校時代は、名門鹿児島実業高校で10番を背負い、高校総体などに出場した。その後、大阪ガスに入社し、関西サッカーリーグに所属する同社のサッカー部でアマチュア選手として仕事とサッカーを両立していた。
2001年、Jリーグディビジョン1（J1）・ジェフユナイテッド市原が実施していたアマチュアチームのセレクションに合格するものの、安定した生活を捨てきれず大阪ガスに残留。その後は、大阪ガスサッカー部に在籍しながら市原のキャンプや練習に参加してきた。なお、2002年には国体サッカー成年男子の部で優勝を飾っている。
しかし、プロの夢を諦めきれず、2004年にジェフユナイテッド市原に入団した。関西サッカーリーグから“飛び級”でのJ1チーム入団となったが、プロとアマの差に苦しみ、公式戦出場はゼロに終わった。
2005年シーズンは、アマチュア登録として、ジェフユナイテッド市原・千葉アマチュアに所属し関東サッカーリーグを主戦場として戦いチームのJFL昇格に大きく貢献。自身も関東リーグベストイレブンに輝いた。なお、椎原は他のアマチュア選手と違い、球団職員としてジェフと契約しており、他に仕事を持っているわけではなかったのでトップチームのキャンプや練習･チームの地域密着･福祉活動等にも参加していた。
2006年、水戸ホーリーホックからのオファーがあり完全移籍。序盤は怪我に苦しんだものの、程なくレギュラーに定着。2007年も引き続き主力としてチームに貢献していたが、出場機会の減った2008年シーズン終了後に戦力外通告を受けチームを退団、現役引退した。
2009年からは江戸川大学体育会サッカー部でコーチを務め、2013年からは水戸葵陵高等学校サッカー部の監督に就任した。その後2018年の末には事実上の監督退任となり、GKコーチとしてチームに残る方向だ。
芋焼酎が好物。

## 所属クラブ
- 1993年 - 1995年 鹿児島市立鹿児島南中学校
- 1996年 - 1998年 鹿児島実業高校
- 1999年 - 2003年 大阪ガスサッカー部
- 2004年 ジェフユナイテッド市原
- 2005年 ジェフユナイテッド市原・千葉アマチュア
- 2006年 - 2008年 水戸ホーリーホック
- 2012年 ジョイフル本田つくばFC
- 2019年 -  日立プライド

## 個人成績
| 国内大会個人成績 | 国内大会個人成績 | 国内大会個人成績 | 国内大会個人成績 | 国内大会個人成績                       | 国内大会個人成績 | 国内大会個人成績  | 国内大会個人成績  | 国内大会個人成績 | 国内大会個人成績 | 国内大会個人成績 | 国内大会個人成績 |
| 年度             | クラブ           | 背番号           | リーグ           | リーグ戦                               | リーグ戦         | リーグ杯          | リーグ杯          | オープン杯       | オープン杯       | 期間通算         | 期間通算         |
| 年度             | クラブ           | 背番号           | リーグ           | 出場                                   | 得点             | 出場              | 得点              | 出場             | 得点             | 出場             | 得点             |
| 日本             | 日本             | 日本             | 日本             | リーグ戦                               | リーグ戦         | リーグ杯          | リーグ杯          | 天皇杯           | 天皇杯           | 期間通算         | 期間通算         |
| ---------------- | ---------------- | ---------------- | ---------------- | -------------------------------------- | ---------------- | ----------------- | ----------------- | ---------------- | ---------------- | ---------------- | ---------------- |
| 1999             | 大阪ガス         |                  | 関西             |                                        |                  | -                 | -                 |                  |                  |                  |                  |
| 2000             | 大阪ガス         |                  | 関西             |                                        |                  | -                 | -                 |                  |                  |                  |                  |
| 2001             | 大阪ガス         |                  | 関西             |                                        |                  | -                 | -                 |                  |                  |                  |                  |
| 2002             | 大阪ガス         |                  | 関西             |                                        |                  | -                 | -                 |                  |                  |                  |                  |
| 2003             | 大阪ガス         |                  | 関西             |                                        |                  | -                 | -                 |                  |                  |                  |                  |
| 2004             | 市原             | 26               | J1               | 0                                      | 0                | 0                 | 0                 | 0                | 0                | 0                | 0                |
| 2005             | 千葉A            |                  | 関東1部          | 11                                     | 2                | -                 | -                 |                  |                  |                  |                  |
| 2006             | 水戸             | 13               | J2               | 41                                     | 2                | -                 | -                 | 1                | 0                | 42               | 2                |
| 2007             | 水戸             | 13               | J2               | 36                                     | 0                | -                 | -                 | 0                | 0                | 36               | 0                |
| 2008             | 水戸             | 13               | J2               | 11                                     | 0                | -                 | -                 | 0                | 0                | 11               | 0                |
| 2012             | つくば           | 19               | 茨城県1部        |                                        |                  | -                 | -                 | -                | -                |                  |                  |
| 2019             | 日立P            | 27               | 茨城県1部        |                                        |                  | -                 | -                 | -                | -                |                  |                  |
| 通算             | 日本             | 日本             | J1               | 0                                      | 0                | 0                 | 0                 | 0                | 0                | 0                | 0                |
| 通算             | 日本             | 日本             | J2               | 88                                     | 2                | -                 | -                 | 1                | 0                | 89               | 2                |
| 通算             | 日本             | 日本             | 関東1部          | 11                                     | 2                | -\|\|\|\|\|\|\|\| | -\|\|\|\|\|\|\|\| |                  |                  |                  |                  |
| 通算             | 日本             | 日本             | 関西             | \|\|\|\|colspan="2"\|-\|\|\|\|\|\|\|\| |                  |                   |                   |                  |                  |                  |                  |
| 通算             | 日本             | 日本             | 茨城県1部        | \|\|\|\|colspan="2"\|-\|\|\|\|\|\|\|\| |                  |                   |                   |                  |                  |                  |                  |
| 総通算           | 総通算           | 総通算           | 総通算           | \|\|\|\|0\|\|0\|\|\|\|\|\|\|\|         |                  |                   |                   |                  |                  |                  |                  |

- Jリーグ初出場 - 2006年3月18日 - J2 第3節 湘南ベルマーレ戦
- Jリーグ初得点 - 2006年8月6日 - J2 第32節 横浜FC戦

## 指導歴
- 2009年 - ?年 江戸川大学体育会サッカー部
- 2013年 - 水戸葵陵高等学校サッカー部監督